# Fettes Brot
Fettes Brot — немецкая хип-хоп группа из Гамбурга, выступающая с 1992 года. Коллектив выпустил шесть студийных альбомов и множество синглов, некоторые из которых попадали в десятку лучших песен в немецких хит-парадах. К их известнейшим произведениям относятся такие хиты как «Nordisch by Nature», «Jein», «Schwule Mädchen» и «Emanuela». Fettes Brot были многократно награждены такими премиями как MTV Europe Music Awards, Echo и Comet.
Название группы переводится с немецкого языка дословно как «Жирный хлеб». Оно было выбрано музыкантами после одного из первых выступлений, когда один фанат сделал им комплимент, назвав их шоу «Fettes Brot» (сленг. fett — «здорово»). Необычное выражение так им понравилось, что они решили назвать группу этими словами, отказавшись от первоначально запланированного «Boris und die Herzbuben».

## История
После распада группы Poets of Peeze вместе с Мартином, Борисом и Бьёрном в коллектив входили братья Шмидт (Tobi и Mighty), но они покинули Fettes Brot ещё до выпуска первого альбома (Тобиас Шмидт позже участвовал в дуэте Der Tobi & das Bo).

## Состав
- Dokter Renz (Мартин Вандрайер, 23 июля 1974)
- König Boris (Борис Лаутербах, 18 июня 1974)
- Björn Beton (Бьёрн Варнс, 20 мая 1973)

## Дискография
Студийные альбомы
- 1995 — Auf einem Auge blöd
- 1996 — Außen Top Hits, innen Geschmack
- 1998 — Fettes Brot lässt grüssen
- 2001 — Demotape
- 2005 — Am Wasser gebaut
- 2008 — Strom und Drang

Сборники
- 2000 — Fettes Brot für die Welt
- 2002 — Amnesie

Концертные альбомы
- 2010 — Fettes
- 2010 — Brot

## Премии и награды
- MTV Europe Music Awards 2008
  - 2008: Лучший немецкий исполнитель
- Echo
  - 1996: Erfolgreichste deutsche Nachwuchsband
  - 2006: Hip-Hop/R&B National
- 1LIVE Krone
  - 2000: Лучший альбом (Fettes Brot für die Welt)
  - 2005: Лучший сингл (Emanuela)
  - 2008: Лучший сингл (Bettina)
- Bravo Otto
  - 2001: Hip-Hop National (серебро)
  - 2002: Hip-Hop National (бронза)
  - 2005: Hip-Hop National (золото)
- Comet
  - 2005: Лучшая группа
  - 2005: Лучшая песня (Emanuela)
- GQ
  - 2005: Man of the Year 2005 в категории «Лучший музыкант»
- Top of the Pops Award
  - 2001: HipHop International